# کورنلیوس کاستوریادیس
کورنلیوس کاستوریادیس (به یونانی: Κορνήλιος Καστοριάδης) ‏(۱۹۲۲-۱۹۹۷) فیلسوف، اقتصاددان و روانکاو یونانی، از دست اندرکاران مجلهٔ «یا سوسیالیسم یا بربریت» و واضع مفهوم خودمختاری است.
کاستوریادیس معتقد بود آمریکا و شوروی در جریان کسب سلطه بر جهان به طور ناگزیر وارد جنگ جهانی سوم خواهند شد و نتیجه‌ی این جنگ همان بربریت خواهد بود.
از کاستوریادیس کتابی با عنوان میراث و انقلاب توسط امید مهرگان ترجمه شده است. این کتاب را انتشارات گام نو سال ۱۳۸۹ منتشر کرده است

## زندگی
کاستوریادیس، متولد ۱۹۲۲ در خانواده ای یونانی که به قسطنطنیه مهاجرت کرده بودند، در آتن پیش از جنگ رشد کرد و در ۱۹۴۵ به پاریس رفت تا فلسفه بخواند. کاستوردیایس تا دهه ۱۹۷۰ که شهروند فرانسه شد به دلایل سیاسی با اسم مستعار مطلب می نوشت. از ۱۹۴۸ تا ۱۹۷۰ به عنوان اقتصاددان در سازمان همکاری اقتصادی و توسعه کار می کرد. در ۱۹۷۳ به عنوان روانکاو کارآموز شروع به کار کرد و در ۱۹۸۱ به مدرسه مطالعات عالی علوم اجتماعی رفت. او در ۱۹۹۷ در پاریس درگذشت.

## اندیشه
کاستوریادیس در دوران جوانی، از منظر سیاسی و ایدئولوژیک، به مارکس دلبستگی عمیقی پیدا کرد. او از آغاز کار فکری و سیاسی‌اش هیچ عنصر رهایی‌بخشی در پروژه‌ی کمونیسمِ شوروی که آن روزها به رهبریِ استالین در سراسر جهان تبلیغ می‌شد نمی‌دید. تألیفات و مقالات او در نشریه‌ی سیاسی «سوسیالیسم یا بربریت» (۱۹۴۷-۱۹۶۷) شاید برجسته‌ترین فراورده‌ی این دوران از فکر او باشد؛ نشریه‌ای که نظرگاهش به منبعی الهام‌بخش برای جنبش دانشجویی و دیگر جنبش‌های سیاسی در دهه‌ی شصت مبدل شد. در این نشریه، کاستوریادیس به همراه همفکرانی چون کلود لوفور، ادگار مورَن، ژان فرانسوا لیوتار و سایرین، بی‌وقفه سرمایه‌داری و استثمار را همزمان با نظامِ میلیتاریستی و بوروکراتیک شوروری نقد می‌کرد.

کاستوریادیس رفته‌رفته از نقد اجتماعی مارکسیستی فاصله گرفت و هستی‌شناسیِ سیاسی مارکس را که بر ماتریالیسم تاریخی بنا شده بود زیر ذره‌بین نقد قرار داد. او در سنجش‌گری و انتقاد تا آن‌جا پیش رفت که امکان پیروزیِ پروژه‌ی رهایی‌بخش انقلابی را تنها با گسست کامل از مارکسیسم ممکن می‌دید. به‌دنبال آن و برای شناخت جامعه، انسان و سیاست به سراغ بازخوانی دموکراسی یونان باستان رفت و پژوهش‌های خود را در هزارتوی فلسفه، تاریخ، روان‌کاوی، اقتصاد، منطق و ریاضیات گسترش داد؛ شاخه‌هایی از دانش که با بیش‌تر آن‌ها به‌طور حرفه‌ای آشنایی داشت. این پژوهش‌ها به طرح‌ریزی پروژه‌ای فکری منتهی شد که چکیده‌ی آن در اثر اصلی او «نهادِ پنداری جامعه» (۱۹۷۵) جمع‌آوری شده است. در این اثر نگرش کاستوریادیس به انسان، جامعه و سیاست بازتاب یافته و مفاهیم کلیدی اندیشه‌ی او همانند «پروژه‌ی انقلابی»، «خودفرمانروایی فردی-جمعی»، «آفرینش رادیکال»، «دلالت‌های پنداریِ اجتماعی» و «گستره‌ی اجتماعی-تاریخی» صورت‌بندی شده است.